# Raïon de Retchytsa
Le raïon de Retchytsa (en biélorusse : Рэчыцкі раён, Retchytski raïon ; en russe : Речицкий район, Retchitski raïon) est une subdivision de la voblast de Homiel ou Gomel, en Biélorussie. Son centre administratif est la ville de Retchytsa.

## Géographie
Le raïon couvre une superficie de 2 713,95 km2 dans le centre de la voblast. Il est arrosé par le Dniepr et la Bérézina. Il est limité au nord par le raïon de Jlobine et le raïon de Bouda-Kachaliova, à l'est par le raïon de Gomel, au sud par le raïon de Loyew et le raïon de Khoïniki, à l'ouest par le raïon de Kalinkavitchy et le raïon de Svetlahorsk.

## Histoire
Le raïon de Retchytsa a été créé le 8 décembre 1926.

## Population

### Démographie
Les résultats des recensements de la population (*) font apparaître une augmentation de la population jusqu'aux années 1980. La population du raïon a ensuite commencé à diminuer.
| 1959*   | 1970*   | 1979*   | 1989*   | 1999*   | 2009*   |
| ------- | ------- | ------- | ------- | ------- | ------- |
| 109 376 | 123 345 | 122 304 | 122 630 | 114 139 | 104 781 |

### Nationalités
Selon les résultats du recensement de 2009, la population du raïon se composait de trois nationalités principales :
- 89,3 % de Biélorusses ;
- 7,5 % de Russes ;
- 1,7 % d'Ukrainiens.

### Langues
En 2009, la langue maternelle était le biélorusse pour 57,5 % des habitants et le russe pour 40,2 %. Mais le biélorusse n'était parlé à la maison que par 17,3 % de la population et le russe par 79,6 %.